# 南和 (臺灣)
南和，是臺灣苗栗縣通霄鎮的一個傳統地域名稱，位於該鎮東南部。相較於今日行政區，其範圍大致與南和里相近。

## 歷史
台灣清治末期至日治初期，南和地區為一街庄，稱為「南和庄」，隸屬於苗栗二堡。該庄北與土城庄為鄰，東與九湖庄、竹圍庄、雙草湖庄為鄰，南邊為福興庄，西邊為大坪頂庄。
1901年（日治明治三十四年）11月，該庄隸屬於苗栗廳。1909年（明治四十二年）10月，改隸屬於新竹廳。1920年（大正九年），該庄改制為「南和」大字，隸屬於新竹州苗栗郡通霄庄
戰後通霄庄改制為通霄鄉，隸屬於新竹縣，大字改制為村。1948年，通霄鄉改制為通霄鎮，村亦改制為里。1950年桃、竹、苗分治，通霄鎮改隸屬於重新成立的苗栗縣。

## 交通
縣道121號是通霄至日南的道路，兩度經過南和地區西部，東段向北可前往土城、通霄市區，西段向南經數個大彎道後轉向西再轉南可前往舊社、日南，最終與省道台1線會合。

## 觀光休閒
- 飛牛牧場

## 學校
- 縣立南和國民中學
- 縣立南和國民小學